# (5670) Rosstaylor
(5670) Rosstaylor es un asteroide perteneciente al cinturón de asteroides descubierto el 7 de noviembre de 1985 por Carolyn Shoemaker y por su esposo que también era astrónomo Eugene Shoemaker desde el Observatorio del Monte Palomar, Estados Unidos.

## Designación y nombre
Designado provisionalmente como 1985 VF2. Fue nombrado Rosstaylor en honor a Stuart Ross Taylor, uno de los principales geoquímicos del mundo, que ha trabajado extensamente en la abundancia de los elementos en la Tierra, la Luna y los meteoritos. Sus análisis de alta precisión nos han enseñado mucho sobre el origen y la evolución de la corteza continental de la Tierra, las fuentes de magmas y el origen y la evolución de la Luna. Como autor, ha presentado descripciones completas de la ciencia lunar y planetaria.

## Características orbitales
Rosstaylor está situado a una distancia media del Sol de 3,176 ua, pudiendo alejarse hasta 3,527 ua y acercarse hasta 2,825 ua. Su excentricidad es 0,110 y la inclinación orbital 19,84 grados. Emplea 2067,67 días en completar una órbita alrededor del Sol.

## Características físicas
La magnitud absoluta de Rosstaylor es 11,4. Tiene 29,619 km de diámetro y su albedo se estima en 0,073. 